# Vicente Taborda
Vicente Taborda (ur. 14 czerwca 2001 w Gualeguay) – argentyński piłkarz pochodzenia włoskiego występujący na pozycji ofensywnego pomocnika, od 2023 roku zawodnik Boca Juniors.